# Les Noces barbares (pel·lícula)
Les Noces barbares és una pel·lícula belga adaptada de novel·la de Yann Queffélec, dirigida per Marion Hänsel i estrenada el 1987.

## Argument
Filla dels forners de Peilhac, Nicole Blanchard, de 13 anys, queda embarassada, violada per soldats nord-americans. El seu fill, Ludo, de set anys, viu amb els seus avis, amagat en un àtic, descuidat.

## Repartiment
- Thierry Frémont : Ludo, adolescent
- Marianne Basler : Nicole Bossard
- Yves Cotton : Ludo, infant
- Marie-Ange Dutheil : Mademoiselle Rakoff
- André Penvern : Micho
- Frédéric Saurel : Tatave

## Reconeixements
La pel·lícula va ser seleccionada com a entrada belga per al Millor pel·lícula en llengua estrangera als Premis Oscar de 1987, però no va ser acceptada com a nominada.